# Kathryn Sommerman
Kathryn Martha Sommerman (1915–2000) est une entomologiste américaine.
Elle a écrit de nombreux articles scientifiques, notamment sur les insectes de l'ordre des psocoptères, et a participé à des études sur les arbovirus associés aux moustiques et autres insectes vecteurs en Amérique du Nord.